# Cúp FA Hàn Quốc 2016
Cúp FA Hàn Quốc 2016, hay Cúp FA KEB Hana Bank vì lý do tài trợ, là mùa giải thứ 21 của Cúp FA Hàn Quốc. Giải khởi tranh từ ngày 12 tháng 3 năm 2016 và kết thúc ngày 3 tháng 12 năm 2016 với trận chung kết. Suwon Samsung Bluewings giành danh hiệu Cúp FA thứ 4 sau khi đánh bại đương kim vô địch FC Seoul, và giành quyền tham dự AFC Champions League 2017.

## Kết quả

### Vòng Sơ loại
Vòng Sơ loại gồm 3 vòng đấu.

#### Vòng Một
Vòng Một diễn ra vào ngày 12 tháng 3 năm 2016 và 13 tháng 3 năm 2016.
| 12 tháng 3 năm 2016 | Đại học Cheongju | 4–1 | Mokpo Christian Hospital | Đại học Cheongju, Cheongju |
| 11:00 UTC+09:00     |                  |     |                          |                            |

| 12 tháng 3 năm 2016 | Siheung Citizen | 2–3 | Đại học Yonsei | Sân vận động Gimcheon, Gimcheon |
| 11:00 UTC+09:00     |                 |     |                |                                 |

| 12 tháng 3 năm 2016 | Goyang Citizen | 4–1 | Jeju City | Sân vận động Eoulimnuri Byeolmuri, Goyang |
| 14:00 UTC+09:00     |                |     |           |                                           |

| 12 tháng 3 năm 2016 | Ulsan Sejong Industry | 0–1 | Yeonggwang FC | Sân vận động Ulsan, Ulsan |
| 14:00 UTC+09:00     |                       |     |               |                           |

| 12 tháng 3 năm 2016 | Đại học Konkuk | 3–0 | LG Electronics | Sân vận động Chungju, Chungju |
| 14:00 UTC+09:00     |                |     |                |                               |

| 12 tháng 3 năm 2016 | SK Hynix | 1–2 | FC Uijeongbu | Sân vận động Icheon, Icheon |
| 14:00 UTC+09:00     |          |     |              |                             |

| 12 tháng 3 năm 2016 | Đại học Hannam | 3–2 | Nexen Tire | Đại học Hannam, Daejeon |
| 14:00 UTC+09:00     |                |     |            |                         |

| 12 tháng 3 năm 2016 | Fuji Xerox | 4–2 | Đại học Seonam | Công viên Thể thao Suwon young-heung, Suwon |
| 14:00 UTC+09:00     |            |     |                |                                             |

| 12 tháng 3 năm 2016 | Đại học Sangji | 7–1 | Daewoong Bio | Đại học Sangji, Wonju |
| 14:00 UTC+09:00     |                |     |              |                       |

| 12 tháng 3 năm 2016 | Pyeongchang FC | 0–2 | Đại học Halla | Sân vận động Pyeongchang, Pyeongchang |
| 14:00 UTC+09:00     |                |     |               |                                       |

| 12 tháng 3 năm 2016 | Yangpyeong FC | 1–0 | Đại học Hanyang | Công viên Thể thao Yongmoon |
| 14:00 UTC+09:00     |               |     |                 |                             |

| 12 tháng 3 năm 2016 | Đại học Soongsil | 1–0 | Đại học Dong-eui | Sân vận động Gimcheon, Gimcheon |
| 14:00 UTC+09:00     |                  |     |                  |                                 |

| 13 tháng 3 năm 2016 | Samsung Electronics | 3–6 (s.h.p.) | Buyeo FC | Sân vận động Gimcheon, Gimcheon |
| 11:00 UTC+09:00     |                     |              |          |                                 |

| 13 tháng 3 năm 2016 | Seoul United | 2–3 | SMC Engineering | Sân vận động Hyochang, Seoul |
| 15:00 UTC+09:00     |              |     |                 |                              |

#### Vòng Hai
Vòng Hai diễn ra vào ngày 26 tháng 3 năm 2016.
| 26 tháng 3 năm 2016 | Đại học Soongsil | 0–0 (s.h.p.) (0–3 p) | Đại học Dankook |  |
| 11:00 UTC+09:00     |                  |                      |                 |  |

| 26 tháng 3 năm 2016 | Đại học Cheongju | 0–3 | Hwaseong FC | Sân vận động Đại học Cheongju, Cheongju |
| 14:00 UTC+09:00     |                  |     |             |                                         |

| 26 tháng 3 năm 2016 | Đại học Kyung Hee | 3–2 | Jungnang Chorus Mustang FC | Sân vận động 4 Trung tâm bóng đá Yongin, Yongin |
| 14:00 UTC+09:00     |                   |     |                            |                                                 |

| 26 tháng 3 năm 2016 | Cheongju FC | 0–2 | Đại học Hàn Quốc |  |
| 14:00 UTC+09:00     |             |     |                  |  |

| 26 tháng 3 năm 2016 | Yangju Citizen | 3–3 (s.h.p.) (4–2 p) | Đại học Ajou |  |
| 14:00 UTC+09:00     |                |                      |              |  |

| 26 tháng 3 năm 2016 | Đại học Hannam | 2–0 | Chuncheon FC | Đại học Hannam, Daejeon |
| 14:00 UTC+09:00     |                |     |              |                         |

| 26 tháng 3 năm 2016 | Cheongju City | 1–0 | Đại học Gwangju |  |
| 14:00 UTC+09:00     |               |     |                 |  |

| 26 tháng 3 năm 2016 | Yeonggwang FC | 0–4 | Đại học Yonsei |  |
| 14:00 UTC+09:00     |               |     |                |  |

| 26 tháng 3 năm 2016 | Đại học Sangji | 3–2 | SMC Engineering | Sân vận động Đại học Sangji, Wonju |
| 14:00 UTC+09:00     |                |     |                 |                                    |

| 26 tháng 3 năm 2016 | Đại học Halla | 2–1 | Icheon Citizen | Sân vận động Đại học Halla, Wonju |
| 14:00 UTC+09:00     |               |     |                |                                   |

| 26 tháng 3 năm 2016 | Fuji Xerox | 1–4 | Đại học Konkuk |  |
| : UTC+09:00         |            |     |                |  |

| 26 tháng 3 năm 2016 | Đại học Quốc gia Incheon | 1–0 | Buyeo FC | Sân vận động Đại học Quốc gia Incheon, Incheon |
| 14:00 UTC+09:00     |                          |     |          |                                                |

| 26 tháng 3 năm 2016 | Đại học Sungkyunkwan | 4–3 | FC Uijeongbu | Sân vận động Đại học Sungkyunkwan |
| 14:00 UTC+09:00     |                      |     |              |                                   |

| 26 tháng 3 năm 2016 | Goyang Citizen | 1–2 | Paju Citizen | Khu liên hợp thể thao Goyang, Goyang |
| 14:00 UTC+09:00     |                |     |              |                                      |

| 26 tháng 3 năm 2016 | Yangpyeong FC | 2–1 | Jeonju FC |  |
| 14:00 UTC+09:00     |               |     |           |  |

| 26 tháng 3 năm 2016 | Gimpo Citizen | 2–3 | Đại học Yong In |  |
| 14:00 UTC+09:00     |               |     |                 |  |

| 26 tháng 3 năm 2016 | Đại học Yeungnam | 3–1 | Đại học Honam | Sân vận động cỏ nhân tạo Đại học Yeungnam, Gyeongsan |
| 14:00 UTC+09:00     |                  |     |               |                                                      |

#### Vòng Ba
Vòng Ba diễn ra vào ngày 23, 27, 30 tháng 4 năm 2016 và 3 tháng 5 năm 2016.
| 23 tháng 4 năm 2016 | Yongin City | 1–0 (s.h.p.) | Changwon FC | Trung tâm Bóng đá Yongin, Yongin |
| 14:00 UTC+09:00     |             |              |             |                                  |

| 23 tháng 4 năm 2016 | Cheonan City | 0–0 (s.h.p.) (3–4 p) | Gyeongju Korea Hydro & Nuclear Power | Trung tâm Bóng đá Cheonan, Cheonan |
| 14:00 UTC+09:00     |              |                      |                                      |                                    |

| 23 tháng 4 năm 2016 | Ulsan Hyundai Mipo Dockyard Dolphin | 0–1 | Gangwon FC | Sân vận động Ulsan, Ulsan |
| 15:00 UTC+09:00     |                                     |     |            |                           |

| 23 tháng 4 năm 2016 | Paju Citizen | 0–3 | Daejeon Korail |  |
| 15:00 UTC+09:00     |              |     |                |  |

| 23 tháng 4 năm 2016 | Yangju Citizen | 1–1 (s.h.p.) (3–5 p) | Gyeongju Citizen |  |
| 16:00 UTC+09:00     |                |                      |                  |  |

| 27 tháng 4 năm 2016 | Gimhae FC | 2–3 | FC Anyang | Gimhae Stadium, Gimhae |
| 19:00 UTC+09:00     |           |     |           |                        |

| 27 tháng 4 năm 2016 | Ansan Mugunghwa | 3–0 | Đại học Sangji | Sân vận động Ansan Wa~, Ansan |
| 19:00 UTC+09:00     |                 |     |                |                               |

| 27 tháng 4 năm 2016 | Busan Transportation Corporation | 2–0 | Đại học Hannam | Sân vận động Busan Gudeok, Busan |
| 19:00 UTC+09:00     |                                  |     |                |                                  |

| 27 tháng 4 năm 2016 | Hwaseong FC | 0–2 | Seoul E-Land | Sân vận động Hwaseong, Hwaseong |
| 19:00 UTC+09:00     |             |     |              |                                 |

| 27 tháng 4 năm 2016 | Daegu FC | 2–1 | Chungju Hummel | Sân vận động Daegu, Daegu |
| 19:00 UTC+09:00     |          |     |                |                           |

| 27 tháng 4 năm 2016 | Gyeongnam FC | 1–2 | Busan IPark | Trung tâm bóng đá Changwon, Changwon |
| 19:00 UTC+09:00     |              |     |             |                                      |

| 27 tháng 4 năm 2016 | Goyang Zaicro | 0–1 | Gangneung City | Sân vận động Goyang, Goyang |
| 19:00 UTC+09:00     |               |     |                |                             |

| 27 tháng 4 năm 2016 | Mokpo City | 2–3 | Đại học Dankook | Trung tâm bóng đá quốc tế Mokpo, Mokpo |
| 19:00 UTC+09:00     |            |     |                 |                                        |

| 27 tháng 4 năm 2016 | Daejeon Citizen | 3–0 | Đại học Yonsei | Sân vận động World Cup Daejeon, Daejeon |
| 19:30 UTC+09:00     |                 |     |                |                                         |

| 27 tháng 4 năm 2016 | Bucheon FC 1995 | 3–1 (s.h.p.) | Đại học Halla | Sân vận động Bucheon, Bucheon |
| 19:30 UTC+09:00     |                 |              |               |                               |

| 30 tháng 4 năm 2016 | Cheongju City | 1–1 (s.h.p.) (4–3 p) | Đại học Yong In |  |
| 14:00 UTC+09:00     |               |                      |                 |  |

| 30 tháng 4 năm 2016 | Yangpyeong FC | 1–3 | Đại học Yeungnam |  |
| 14:00 UTC+09:00     |               |     |                  |  |

| 30 tháng 4 năm 2016 | Đại học Sungkyunkwan | 1–0 | Đại học Quốc gia Incheon | Sân vận động Đại học Sungkyunkwan |
| 14:00 UTC+09:00     |                      |     |                          |                                   |

| 30 tháng 4 năm 2016 | Đại học Kyung Hee | 0–1 | Đại học Konkuk | Trung tâm Bóng đá Yongin, Yongin |
| 14:00 UTC+09:00     |                   |     |                |                                  |

| 3 tháng 5 năm 2016 | FC Pocheon | 3–1 | Đại học Hàn Quốc | Sân vận động Pocheon, Pocheon |
| 16:00 UTC+09:00    |            |     |                  |                               |

### Vòng Chung kết

#### Vòng 32 đội
Vòng 32 đội diễn ra vào ngày 11 tháng 5 năm 2016.
| 11 tháng 5 năm 2016 | Yongin City | 1–1 (s.h.p.) (4–3 p) | Gangneung City | Trung tâm Bóng đá Yongin, Yongin |  |
| 16:00 UTC+09:00     | 63'         |                      | 75'            |                                  |  |

| 11 tháng 5 năm 2016 | FC Pocheon      | 1–2 | Gyeongju Citizen | Sân vận động Pocheon, Pocheon |  |
| 16:00 UTC+09:00     | Kim Won-min 30' |     | 18' · 48'        |                               |  |

| 11 tháng 5 năm 2016 | Seoul E-Land              | 2–2 (s.h.p.) (1–3 p) | Đại học Sungkyunkwan | Sân vận động Olympic Seoul, Seoul |  |
| 16:00 UTC+09:00     | Tarabai 65' (ph.đ.), 106' |                      | 58' · 110'           |                                   |  |

| 11 tháng 5 năm 2016 | Daejeon Korail | 0–2 | Ulsan Hyundai                        | Daejeon Hanbat Sports Complex, Daejeon |  |
| 19:00 UTC+09:00     |                |     | Lee Chang-yong 6' · Lee Jae-sung 83' |                                        |  |

| 11 tháng 5 năm 2016 | Sangju Sangmu       | 1–2 | Đại học Dankook | Sân vận động Sangju Civic, Sangju |  |
| 19:00 UTC+09:00     | Cho Young-cheol 89' |     | 32' · 74'       |                                   |  |

| 11 tháng 5 năm 2016 | Incheon United   | 1–0 | Cheongju City | Sân vận động bóng đá Incheon, Incheon |  |
| 19:00 UTC+09:00     | Kim Dong-suk 49' |     |               |                                       |  |

| 11 tháng 5 năm 2016 | Jeonnam Dragons                                                | 4–0 | Gangwon FC | Sân vận động bóng đá Gwangyang, Gwangyang |  |
| 19:00 UTC+09:00     | Jeong Seok-min 4' · Mislav Oršić 13', 72' · Vedran Jugović 22' |     |            |                                           |  |

| 11 tháng 5 năm 2016 | Ansan Mugunghwa               | 3–2 (s.h.p.) | Đại học Konkuk | Sân vận động Ansan Wa~, Ansan |  |
| 19:00 UTC+09:00     | 52' · Choi Bo-kyung 85', 115' |              | 71' · 89'      |                               |  |

| 11 tháng 5 năm 2016 | Pohang Steelers | 0–2 | Bucheon FC 1995       | Pohang Steel Yard, Pohang |  |
| 19:30 UTC+09:00     |                 |     | Kim Ryun-do 59' · 71' |                           |  |

| 11 tháng 5 năm 2016 | Suwon Samsung Bluewings | 1–0 | Gyeongju Korea Hydro & Nuclear Power | Sân vận động World Cup Suwon, Suwon |  |
| 19:30 UTC+09:00     | Kwak Kwang-seon 15'     |     |                                      |                                     |  |

| 11 tháng 5 năm 2016 | FC Seoul                     | 4–2 (s.h.p.) | Daegu FC         | Sân vận động World Cup Seoul, Seoul |  |
| 19:30 UTC+09:00     | Adriano 74', 77', 103', 120' |              | Cesinha 39', 53' |                                     |  |

| 11 tháng 5 năm 2016 | Daejeon Citizen       | 1–1 (s.h.p.) (3–1 p) | Suwon FC            | Sân vận động World Cup Daejeon, Daejeon |  |
| 19:30 UTC+09:00     | Wanderson 87' (ph.đ.) |                      | Lee Seung-yeoul 63' |                                         |  |

| 11 tháng 5 năm 2016 | Seongnam FC        | 1–0 | Đại học Yeungnam | Sân vận động Tancheon, Seongnam |  |
| 19:30 UTC+09:00     | Park Yong-ji 90+3' |     |                  |                                 |  |

| 11 tháng 5 năm 2016 | Jeju United    | 1–1 (s.h.p.) (3–5 p) | Gwangju FC      | Sân vận động World Cup Jeju, Seogwipo |  |
| 20:00 UTC+09:00     | Oh Ban-suk 38' |                      | Tomoki Wada 48' |                                       |  |

| 11 tháng 5 năm 2016 | Busan IPark                                              | 3–0 | Busan Transportation Corporation | Sân vận động chính Asiad Busan, Busan |  |
| 20:00 UTC+09:00     | Lee Won-young 40' · Ko Kyung-min 49' · Lee Yeong-jae 69' |     |                                  |                                       |  |

| 11 tháng 5 năm 2016 | FC Anyang     | 1–4 | Jeonbuk Hyundai                                         | Khu liên hợp thể thao Anyang, Anyang |  |
| 20:00 UTC+09:00     | An Se-hee 40' |     | Seo Sang-min 24' · 60' · Leonardo 76' · Lee Jong-ho 80' |                                      |  |

#### Vòng 16 đội
Vòng 16 đội diễn ra vào ngày 22 tháng 6 năm 2016.
| 22 tháng 6 năm 2016 | Jeonnam Dragons                                                | 4–2            | Yongin City                          | Sân vận động bóng đá Gwangyang, Gwangyang |  |
| 19:00 UTC+09:00     | Stevica Ristić 6', 10' · Jeong Seok-min 59' · Cho Seok-jae 66' | Report(Korean) | Seon Seung-woo 28' · Cho Won-tae 90' | Lượng khán giả: 367                       |  |

| 22 tháng 6 năm 2016 | Jeonbuk Hyundai                            | 3–1 (s.h.p.)   | Đại học Dankook | Sân vận động World Cup Jeonju, Jeonju |  |
| 19:00 UTC+09:00     | Lee Jong-ho 61', 111' · Kim Shin-wook 115' | Report(Korean) | Lee Ki-woon 55' | Lượng khán giả: 3,285                 |  |

| 22 tháng 6 năm 2016 | Incheon United                                       | 3–2 (s.h.p.)   | Daejeon Citizen                      | Sân vận động bóng đá Incheon, Incheon |  |
| 19:00 UTC+09:00     | Kim Dae-joong 27' · Kevin Oris 69' · Kim Do-hyuk 99' | Report(Korean) | Seo Dong-hyeon 73' · Wanderson 90+4' | Lượng khán giả: 1,173                 |  |

| 22 tháng 6 năm 2016 | Suwon Samsung Bluewings | 1–0            | Busan IPark | Sân vận động World Cup Suwon, Suwon |  |
| 19:30 UTC+09:00     | Santos 30'              | Report(Korean) |             | Lượng khán giả: 4,237               |  |

| 22 tháng 6 năm 2016 | FC Seoul            | 2–1            | Ansan Mugunghwa    | Sân vận động World Cup Seoul, Seoul |  |
| 19:30 UTC+09:00     | Yun Ju-tae 30', 55' | Report(Korean) | Hwang Ji-woong 76' | Lượng khán giả: 3,993               |  |

| 22 tháng 6 năm 2016 | Bucheon FC 1995                                       | 3–1            | Gyeongju Citizen  | Sân vận động Bucheon, Bucheon |  |
| 19:30 UTC+09:00     | Jeon Ki-sung 6' · Kim Ryun-do 67' · Shin Hyun-jun 84' | Report(Korean) | Park Dong-hui 30' | Lượng khán giả: 457           |  |

| 22 tháng 6 năm 2016 | Ulsan Hyundai      | 1–0            | Gwangju FC | Sân vận động bóng đá Ulsan Munsu, Ulsan |  |
| 19:30 UTC+09:00     | Lee Chang-yong 75' | Report(Korean) |            | Lượng khán giả: 595                     |  |

| 22 tháng 6 năm 2016 | Seongnam FC                          | 2–0            | Đại học Sungkyunkwan | Sân vận động Tancheon, Seongnam |  |
| 19:30 UTC+09:00     | Jo Jae-cheol 69' · Sung Bong-jae 79' | Report(Korean) |                      | Lượng khán giả: 1.509           |  |

#### Tứ kết
Tứ kết diễn ra vào ngày 13 tháng 7 năm 2016.
| 13 tháng 7 năm 2016                                              | FC Seoul | 0–0 (s.h.p.) (4–3 p)                                              | Jeonnam Dragons | Sân vận động World Cup Seoul, Seoul |  |
| 19:30 UTC+09:00                                                  |          | Report(Korean)                                                    |                 | Lượng khán giả: 5,233               |  |
|                                                                  |          | Loạt sút luân lưu                                                 |                 |                                     |  |
| Park Chu-young · Dejan Damjanović · Lee Sang-hyeob · Kim Chi-woo |          | Jair · Bang Dae-jong · Lee Ji-nam · Vedran Jugović · Ahn Yong-woo |                 |                                     |  |

| 13 tháng 7 năm 2016 | Jeonbuk Hyundai Motors                     | 2–3            | Bucheon FC 1995                                     | Sân vận động World Cup Jeonju, Jeonju |  |
| 19:00 UTC+09:00     | Kim Shin-wook 25' · Leonardo 90+4' (ph.đ.) | Report(Korean) | Lee Hyo-kyun 37' · Lee Hak-min 66' · Waguininho 90' | Lượng khán giả: 6,428                 |  |

| 13 tháng 7 năm 2016                                       | Suwon Samsung Bluewings | 1–1 (s.h.p.) (4–3 p)                                        | Seongnam FC | Sân vận động World Cup Suwon, Suwon |  |
| 19:30 UTC+09:00                                           | Ko Cha-won 24'          | Report(Korean)                                              | Pitu 84'    | Lượng khán giả: 5,598               |  |
|                                                           |                         | Loạt sút luân lưu                                           |             |                                     |  |
| Yeom Ki-hun · Park Hyun-beom · Shin Se-gye · Lee Jung-soo |                         | Pitu · Lim Chae-min · Lee Tae-hee · Kim Hyun · Jung Seon-ho |             |                                     |  |

| 13 tháng 7 năm 2016 | Ulsan Hyundai                                                           | 4–1            | Incheon United    | Sân vận động bóng đá Ulsan Munsu, Ulsan |  |
| 19:30 UTC+09:00     | Kim Keon-woong 15' · Frédéric Mendy 37', 66' · Kim Tae-hwan 52' (ph.đ.) | Report(Korean) | Kim Dae-joong 59' | Lượng khán giả: 400                     |  |

#### Bán kết
Bán kết diễn ra vào ngày 26 tháng 10 năm 2016.
| 26 tháng 10 năm 2016 | FC Seoul            | 1–0            | Bucheon FC 1995 | Sân vận động World Cup Seoul, Seoul           |  |
| 19:30 UTC+09:00      | Dejan Damjanović 7' | Report(Korean) |                 | Lượng khán giả: 5,843 Trọng tài: Kim Dong-jin |  |

| 26 tháng 10 năm 2016 | Ulsan Hyundai            | 1–3            | Suwon Samsung Bluewings                      | Sân vận động bóng đá Ulsan Munsu, Ulsan      |  |
| 19:30 UTC+09:00      | Ivan Kovačec 39' (ph.đ.) | Report(Korean) | Johnathan 81', 90+2' · Kwon Chang-hoon 90+4' | Lượng khán giả: 3,015 Trọng tài: Woo Sang-il |  |

#### Chung kết
Final diễn ra vào ngày 27 November and 3 tháng 12 năm 2016.
| 27 tháng 11 năm 2016 Lượt đi | Suwon Samsung Bluewings         | 2–1    | FC Seoul       | Sân vận động World Cup Suwon, Suwon |  |
| 14:00 UTC+09:00              | Johnathan 15' · Yeom Ki-hun 58' | Report | Ju Se-jong 50' | Lượng khán giả: 31,034              |  |

| 3 tháng 12 năm 2016 Lượt về | FC Seoul                           | 2–1 (s.h.p.) (TTS 3–3) (9–10 p) | Suwon Samsung Bluewings | Sân vận động World Cup Seoul, Seoul |  |
| 13:30 UTC+09:00 | Adriano 75' · Yoon Seung-won 90+3' | Report | Johnathan 55'           | Lượng khán giả: 35,037              |  |
| |                                    | Loạt sút luân lưu |                         |                                     |  |
| Kwak Tae-hwi · Go Yo-han · Osmar · Ju Se-jong · Adriano · Lee Seok-hyun · Ko Kwang-min · Cho Chan-ho · Yoon Seung-won · Yu Sang-hun |                                    | Santos · Yang Sang-min · Cho Won-hee · Cho Dong-geon · Yeom Ki-hun · Kwak Kwang-seon · Hong Chul · Koo Ja-ryong · Jang Ho-ik · Yang Hyung-mo |                         |                                     |  |

| Cúp FA Hàn Quốc Đội vô địch 2016        |
| --------------------------------------- |
| Suwon Samsung Bluewings Danh hiệu thứ 4 |